# العلاقات الإماراتية السودانية
العلاقات الإماراتية السودانية هي العلاقات الثنائية التي تجمع بين الإمارات العربية المتحدة والسودان. في 6 مايو 2025، أعلن مجلس الدفاع والأمن السوداني قطع السودان علاقاته الدبلوماسية مع الإمارات على خلفية دعم الأخيرة لقوات الدعم السريع في الحرب الأهلية الدائرة.

## العلاقات التاريخية
تعود العلاقات السودانية الإماراتية إلى أوائل سبعينيات القرن الماضي، حين كانت جمهورية السودان من أوائل الدول التي أقامت معها دولة الإمارات العربية المتحدة علاقات دبلوماسية. وخلال رئاسة جعفر نميري، وقّع البلدان عدة اتفاقيات في مجالات الاقتصاد والتعاون الفني والتبادل الثقافي. وقدمت الإمارات قروضًا ومساعدات لمشاريع البنية التحتية الحيوية في السودان، بما في ذلك الطرق والسكك الحديدية والمصانع.
وفي عام 1981 وقعت دولة الإمارات العربية المتحدة اتفاقية مع السودان تسمح لعمالها بالعمل في الإمارات العربية المتحدة.
مع مرور الوقت، توسّع التعاون الاقتصادي والتنموي، حيث ساهمت الإمارات العربية المتحدة بشكل كبير في مشروع سد مروي. كما امتدت العلاقات إلى قطاعات مثل النقل الجوي والنفط والتعدين والتصنيع، حيث دخل المستثمرون الإماراتيون هذه المجالات. واصل السودان والإمارات تعاونهما من خلال اتفاقيات مختلفة، مما عزّز العلاقات الوثيقة بين مختلف الحكومات السودانية.

## العلاقات السياسية
في عام 2009، ساعدت الإمارات العربية المتحدة السودان سياسياً من خلال التوسط في نزاع حدودي مع تشاد.
وقد غيرت السودان سياستها الخارجية في عام 2014 بإغلاق المراكز الثقافية الإيرانية، بالتوافق مع دول الخليج.

### ما بعد البشير
بعد إقالة الرئيس السوداني عمر البشير في أبريل 2019، دعمت الإمارات العربية المتحدة الإطاحة به. وفضلت حكومة يقودها الجيش على انتقال مدني، متحالفة مع جنرالات سودانيين مثل عبد الفتاح البرهان ومحمد حمدان دقلو "حميدتي". دعمت الإمارات المجلس العسكري الانتقالي السوداني منذ أبريل 2019، حيث أعرب الرئيس الإماراتي السابق الشيخ خليفة بن زايد آل نهيان عن دعمه للانتقال السوداني بعد البشير.
تعمقت العلاقات السياسية في عشرينيات القرن الحادي والعشرين، مثل زيارة نائب الرئيس السوداني محمد حمدان دقلو إلى أبو ظبي في عام 2022 لتقديم التعازي في وفاة الشيخ خليفة بن زايد آل نهيان ومناقشة المزيد من التعاون. كما لعبت الإمارات العربية المتحدة دورًا فعالًا في اعتراف السودان بإسرائيل في عام 2020، مستغلة علاقاتها مع الجيش، مما أضعف الحكم المدني.
في أبريل 2021، التقت وزيرة الخارجية السودانية، الدكتورة مريم الصادق المهدي، مع المدير العام لصندوق أبوظبي للتنمية محمد سيف السويدي لمناقشة تعزيز التعاون الثنائي. في 31 أغسطس 2021، أطلق السودان والإمارات العربية المتحدة شراكة استراتيجية في تحديث الحكومة لتعزيز التعاون وتبادل المعرفة. عقد رئيس الوزراء السوداني عبد الله حمدوك ووزيرة الإمارات العربية المتحدة عهود الرومي اجتماعات ثنائية، مع التركيز على عودة السودان إلى المجتمع الدولي.

### الحرب الأهلية السودانية (2023 - الآن)
في 6 مايو 2025، أعلن مجلس الدفاع والأمن السوداني قطع السودان علاقاته الدبلوماسية مع الإمارات على خلفية دعم الأخيرة لقوات الدعم السريع في الحرب الأهلية الدائرة.
#الامارات تقتل السودانين

## مقارنة بين البلدين
هذه مقارنة عامة ومرجعية للدولتين:
| وجه المقارنة                                              | الإمارات العربية المتحدة | السودان                     |
| --------------------------------------------------------- | ------------------------ | --------------------------- |
| المساحة (كم2)                                             | 83.60 ألف                | 1.89 مليون                  |
| عدد السكان (نسمة)                                         | 9.40 مليون               | 40.53 مليون                 |
| الكثافة السكانية (ن./كم²)                                 | 112.44                   | 21.44                       |
| العاصمة                                                   | أبو ظبي                  | الخرطوم                     |
| اللغة الرسمية                                             | اللغة العربية            | اللغة العربية، لغة إنجليزية |
| العملة                                                    | درهم إماراتي             | جنيه سوداني                 |
| الناتج المحلي الإجمالي (بليون دولار)                      | 382.58 مليار             | 117.49 مليار                |
| الناتج المحلي الإجمالي (تعادل القوة الشرائية) بليون دولار | 640.72 مليار             | 176.55 مليار                |
| الناتج المحلي الإجمالي الاسمي للفرد دولار أمريكي          | 40.44 ألف                | 2.41 ألف                    |
| الناتج المحلي الإجمالي للفرد دولار أمريكي                 | 67.67 ألف                | 4.07 ألف                    |
| مؤشر التنمية البشرية                                      | 0.835                    | 0.479                       |
| رمز المكالمات الدولي                                      | +971                     | +249                        |
| رمز الإنترنت                                              | .ae، .امارات             | سودان                       |
| المنطقة الزمنية                                           | ت ع م+04:00              | ت ع م+03:00، ت ع م+02:00    |

## مدن متوأمة
في ما يلي قائمة باتفاقيات التوأمة بين مدن إماراتية وسودانية:
- ترتبط دبي مع الخرطوم باتفاقية توأمة منذ 2009.[31][31][31][31]

## منظمات دولية مشتركة
يشترك البلدان في عضوية مجموعة من المنظمات الدولية، منها:
| علم المنظمة | اسم المنظمة                                 | تاريخ انضمام الإمارات العربية المتحدة | تاريخ انضمام السودان |
| ----------- | ------------------------------------------- | ------------------------------------- | -------------------- |
|             | المصرف العربي للتنمية الاقتصادية في أفريقيا | ?                                     | ?                    |
|             | يونسكو                                      | 20 أبريل 1972                         | 26 نوفمبر 1956       |
|             | الاتحاد البريدي العالمي                     | ?                                     | ?                    |
|             | البنك الدولي للإنشاء والتعمير               | 22 سبتمبر 1972                        | 5 سبتمبر 1957        |
|             | البنك الإفريقي للتنمية                      | ?                                     | ?                    |
|             | منظمة الشرطة الجنائية الدولية               | ?                                     | ?                    |
|             | الأمم المتحدة                               | 9 ديسمبر 1971                         | 12 نوفمبر 1956       |
|             | مؤسسة التنمية الدولية                       | 23 ديسمبر 1981                        | 24 سبتمبر 1960       |
|             | الصندوق العربي للإنماء الاقتصادي والاجتماعي | ?                                     | ?                    |
|             | منظمة التعاون الإسلامي                      | ?                                     | ?                    |
|             | وكالة ضمان الاستثمار متعدد الأطراف          | 20 أكتوبر 1993                        | 7 نوفمبر 1991        |
|             | جامعة الدول العربية                         | 6 ديسمبر 1971                         | 19 يناير 1956        |
|             | الاتحاد الدولي للاتصالات                    | 27 يونيو 1972                         | 23 أكتوبر 1957       |
|             | مؤسسة التمويل الدولية                       | 30 سبتمبر 1977                        | 21 أكتوبر 1960       |
|             | صندوق النقد العربي                          | ?                                     | ?                    |
|             | الفريق المعني برصد الأرض                    | ?                                     | ?                    |
|             | منظمة حظر الأسلحة الكيميائية                | ?                                     | ?                    |
|             | المركز الدولي لتسوية المنازعات الاستشارية   | 22 يناير 1982                         | 9 مايو 1973          |

## تبادل الزيارات
- في 13 يناير 2020، حل بالخرطوم، وزير الدولة الإماراتي للشؤون الخارجية أنور بن محمد قرقاش، في زيارة رسمية للقاء عددا من المسؤولين بالسودان.[37]
- وفي 27 فبراير 2024، أكد أنور قرقاش المستشار الدبلوماسي لرئيس دولة الإمارات، أن "علاقة الإمارات مع الشعب السوداني الشقيق تاريخية في كافة الظروف" وقال إن: "رمي التهم جزافًا ضد الإمارات من بعض المحسوبين على جهات سودانية رسمية أسلوب ممجوج لإعادة إنتاج الأزمات وللتنصل من المسؤولية".[38]

## أعلام
هذه قائمة لبعض الشخصيات التي تربطها علاقات بالبلدين:
- معتز عبد الله (لاعب كرة قدم إماراتي، 8 نوفمبر 1974[39] – )

## وصلات خارجية
- موقع وزارة الخارجية الإماراتية
- موقع وزارة الخارجية السودانية